# Karsiborska Kępa
Karsiborska Kępa là một hòn đảo gần Świnoujście ở phía tây bắc Ba Lan. Nó cũng là tên của một khu bảo tồn thiên nhiên và khu bảo tồn chim nằm trên đảo.
Hòn đảo được biết đến là nơi có thể là khu vực sinh sản quan trọng nhất của loài chích nước. OTOP, Hiệp hội bảo vệ các loài chim Ba Lan đã mua 1,8 km2 của hòn đảo. Toàn bộ hòn đảo bao gồm 3 km 2 và là diện tích khu bảo tồn duy nhất thuộc sở hữu của OTOP. Số lượng chim chích nước trên đảo phụ thuộc vào mực nước và thảm thực vật có sẵn ở đây. Có khoảng 55 con chim đực gáy vào cuối những năm 1990. Hòn đảo bao gồm những đồng cỏ rộng lớn, bãi cỏ và nó có những luống lau sậy lớn. Vô số các loài chim sinh sản khác bao gồm: diều đầm lầy và diều Montagu, chim dẽ Á-Âu, choắt nâu và sẻ ngô râu. Các loài khác bao gồm đại bàng đuôi trắng, diều đen và đại bàng ít đốm. Trên lối đi có vô số đàn ngỗng, chim nước, sếu và phù thủy. Các dạng động vật hoang dã khác bao gồm lợn rừng và thỉnh thoảng có rái cá. Địa điểm này thường xuyên có những người ngắm chim và là nơi lý tưởng cho những người lái xe đến Ba Lan qua Đức.